# Батерст, Генри, 2-й граф Батерст
Генри Батерст, 2-й граф Батерст (англ. Henry Bathurst, 2nd Earl Bathurst; 20 мая 1714 — 6 августа 1794) — британский юрист и политик. Он носил титул учтивости — лорд Эпсли с 1771 по 1775 год. Он занимал должность лорда-канцлера Великобритании с 1771 по 1778 год.

## Происхождение и образование
Родился 20 мая 1714 года. Второй сын Аллена Батерста, 1-го графа Батерста (1684—1775), и его жены Кэтрин (урожденной Апсли) (1688—1768). Получив образование в Баллиол-колледже в Оксфорде, он был призван в коллегию адвокатов в Линкольнс-Инн в 1736 году. Он практиковал в Оксфорде и стал королевским советником в 1745 году.

## Политическая и судебная карьера
Генри Батерст заседал в Палате общин Великобритании от Сайренсестера (1735—1754). В 1745 году он был назначен генеральным солиситором, а в 1748 году генеральным прокурором Фредерика, принца Уэльского. В апреле 1751 года принц Фредерик скончался, но Генри Батерста попросили продолжать работу в той же должности при при принце Джордже.
В апреле 1754 года Генри Батерст оставил своё место в Палате общин, а в мае того же года был назначен судьей и членом суда по общим вопросам. Он был противником вигов.
В январе 1771 года Генри Батерст был принят Тайный совет Великобритании. Был назначен одним из трёх комиссаров Большой печати Англии и стал фаворитом на этот вакантный пост. В январе того же 1771 года Генри Батерст получил должность лорда-канцлера Великобритании. По этому случаю он получил титул барона Эпслив графстве Сассекс, став членов Палаты лордов.
В январе 1774 года лорд Эпсли сыграл важную роль в написании «Невыносимых актов», которые он поддержал в парламенте и судах, в первую очередь «Акта о Бостонском порте», который положил начало Бостонскому чаепитию и революции североамериканских колоний. В 1777 году Генри Батерст призывал к заключению перемирию, чтобы сохранить североамериканские колонии под контролем Великобритании. Он являлся другом адмирала Уильяма Хоу, которого он знал с детства.
16 сентября 1775 года после смерти своего отца Генри Батерст унаследовал титул 2-го графа Батерста из Батерста в графстве Бедфордшир. В июле 1778 года он подал в отставку с поста лорда-канцлера. Его заменил на этом посту Эдвард Терлоу, 1-й барон Терлоу. В ноябре 1779 года лорд Батерст был назначен лордом-президентом Совет, вышел в отставку в марте 1782 года.
С 1771 по 1778 год Генри Батерст занимался строительством своей новой резиденции Эпсли-хауса в Гайд-парке (он был известен как «Лондон номер один»). Руководил строительством шотландский архитектор Роберт Адам. Эпсли-хаус был продан в 1807 году первому маркизу Уэлсли, который продал его в 1817 году своему младшему брату Артуру Уэлсли, 1-му герцогу Веллингтону.

## Семья
Лорд Батерст был дважды женат. 19 сентября 1754 года он женился первым браком на Энн Джеймс (? — 4 февраля 1758), вдове Чарльза Филлипса. Первый брак был бездетным. 14 июня 1759 года он женился вторым браком на Трифене Скавен (31 декабря 1730 — 2 декабря 1807), дочери политика Томаса Скавена и Трифены Рассел. От второго брака у лорда Батерста было два сына и четыре дочери:
- Генри Батерст, 3-й граф Батерст Батерст (22 мая 1762 — 27 июля 1834).

6 августа 1794 года 80-летний лорд Батерст скончался в Окли-Гроув недалеко от Сайренсестера. Он был похоронен в церкви Сайренчестера, Глостершир. Ему наследовал его сын от второго брака, Генри Батерст.